# Кенгурові

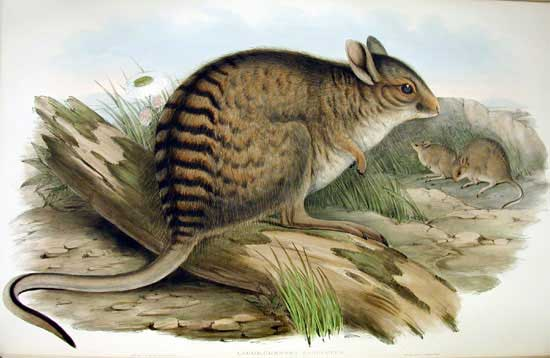
Смугастий валабі-заєць, єдиний представник окремої підродини серед кенгурових

Кенгурові (Macropodidae) — родина ссавців з когорти сумчастих (Marsupialia). Це найбільша сучасна, себто не вимерла, родина ряду Кускусоподібних, що налічує 11 родів та 63 сучасних видів і 4 вимерлих нещодавно. Різні представники родини заселяють усю територію Австралії, Нової Гвінеї і Тасманії та багатьох сусідніх островів.

## Поширення
Кенгурові поширені в Австралії, Тасманії, Новій Гвінеї та деяких сусідніх індонезійських островах. 7 родів кенгурових живуть виключно в Австралії: Wallabia, Setonix, Petrogale, Onychogalea, Lagorchestes, Lagostrophus. Кенгуру (Macropus) теж переважно мешканці зеленого континенту, бо тільки один вид Macropus agilis живе не лише тут, але й на півдні Нової Гвінеї. Падемелони (Thylogale) та деревні кенгуру (Dendrolagus) поширені як в Австралії, так і в Новій Гвінеї, а роди Dorcopsis та Dorcopsulus виключно у Новій Гвінеї та на деяких індонезійських островах, а в Австралії не трапляються. Кенгурові також були інтродуковані в інші країни, і зараз окремі види живуть у Новій Зеландії, на Гаваях і навіть у Британії та Німеччині.
Кенгурові освоїли майже усі види ландшафтів, що є в Австралії та Новій Гвінеї: від сухих та спекотних пустель до вологих лісів та прохолодних альпійських луків. Нерідко в одній місцевості живе одразу кілька видів кенгурових, часто різних родів, а у вологих лісах уздовж Великого Вододільного хребта в одній місцині мешкають до 12 різних видів.
Різні роди кенгурових освоїли різні середовища. Представники таких родів, як Dorcopsis, Dorcopsulus та деревні кенгуру живуть лише у дощових лісах півночі Австралії та Нової Гвінеї. Падемелони теж надають перевагу вологим лісам, однак менш вибагливі і поширені від Нової Гвінеї до Тасманії. Гірські кенгуру (Petrogale) живуть у найрізноманітнішому кліматі, і в посушливому, і у вологому тропічному, але завжди їх ареали прив'язані до кам'янистих схилів, розсипів валунів, скелястих виступів тощо. А от види родів Lagorchestes та Onychogalea без прив'язки до специфічного ландшафту живуть як у напівпустелях, так і в степах, скребі чи вологій саванні. Найбільш універсальним є рід Macropus, представники якого живуть практично скрізь, де відома ця родина.

## Характерні риси
Хоча кенгурові живуть у різних середовищах і ведуть різний спосіб життя та, відповідно, суттєво розрізняються будовою тіла та зовнішнім виглядом, однак загалом для представників родини характерні певні схожі риси.
Macropodidae в перекладі з латини означае «великі ногі» — найхарактернішою рисою усіх представників родини є сильно розвинуті задні ноги. Саме довгим та дуже розвинутим ногам кенгурові зобов'язані своєму характерному способу пересування — стрибкам на задніх лапах. Хоча подібний спосіб руху трапляється і серед плацентарних, наприклад тушканових, але кенгурові є найбільшими серед сучасних ссавців та й тварин узагалі, що скачуть на задніх лапах. Іншими характерними ознаками родини є довгий хвіст та настовбурчені вуха. Ці риси притаманні усім кенгуровим.
На противагу заднім кінцівкам передні в більшості кенгурових розвинуті слабко. У власне кенгуру вони настільки слабкі, що коли тварина «ходить», себто пересувається не стрибками, то змушена опиратися, окрім передніх лап, іще й на хвіст як на п'яту кінцівку, аби пересунути задні лапи. Винятком є родина деревних кенгуру. Ця наземна група повернулася до життя на деревах і задля лазіння на деревах в них відродилися добре розвинуті передні кінцівки.
Для родини характерна значна розмірна різноманітність. Найменшими є представники підродини Lagorchestes, які мають заледве 29 сантиметрів завдовжки і важать до півтора кілограма, з іншого боку, самці таких великих види, як сірий та великий рудий кенгуру, нерідко досягають довжини понад 2 метри та ваги 70–80 кілограмів та навіть більше.
Усі представники родини вкриті хутром, яке, однак, у різних видів суттєво відрізняється забарвленням та структурою. Для родини характерна велика різноманітність відтінків у проміжку від піщано-рудого до чорного. Нерідкі смуги на спині, плечах, стегнах, у деяких видів лінії чи плями навколо очей. У деяких видів деревних кенгуру та валабі трапляються смуги на хвості.
Для кенгурових характерні відносно довгі та тонкі шиї. Сумки у всіх видів відкриваються вперед.
Зубна формула: I 3/1, C 1-0/0, P 2/2, M 4/4 = 32–34.

## Систематика

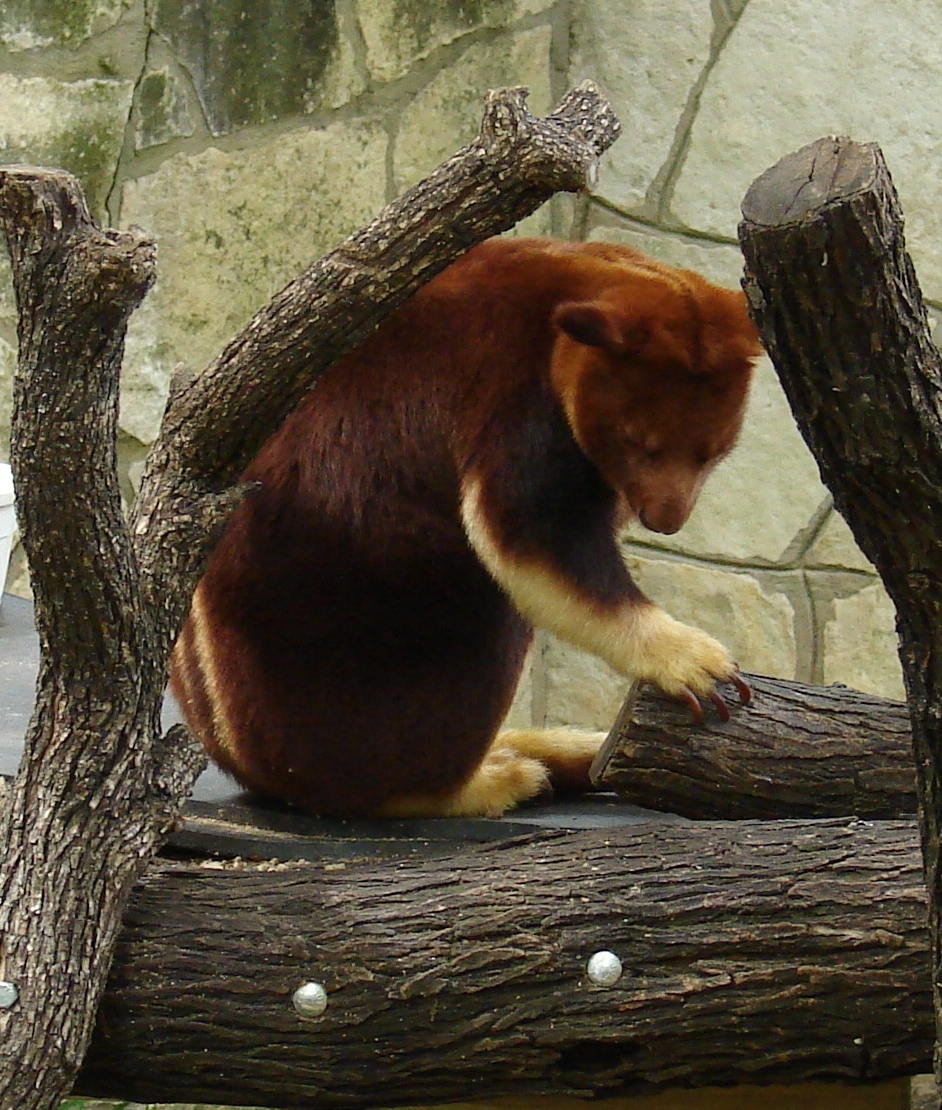
Ця схожа на ведмедика тварина — Dendrolagus goodfellowi, один з видів деревних кенгуру, внаслідок життя на деревах у цього роду кенгурових знову розвинулися передні кінцівки

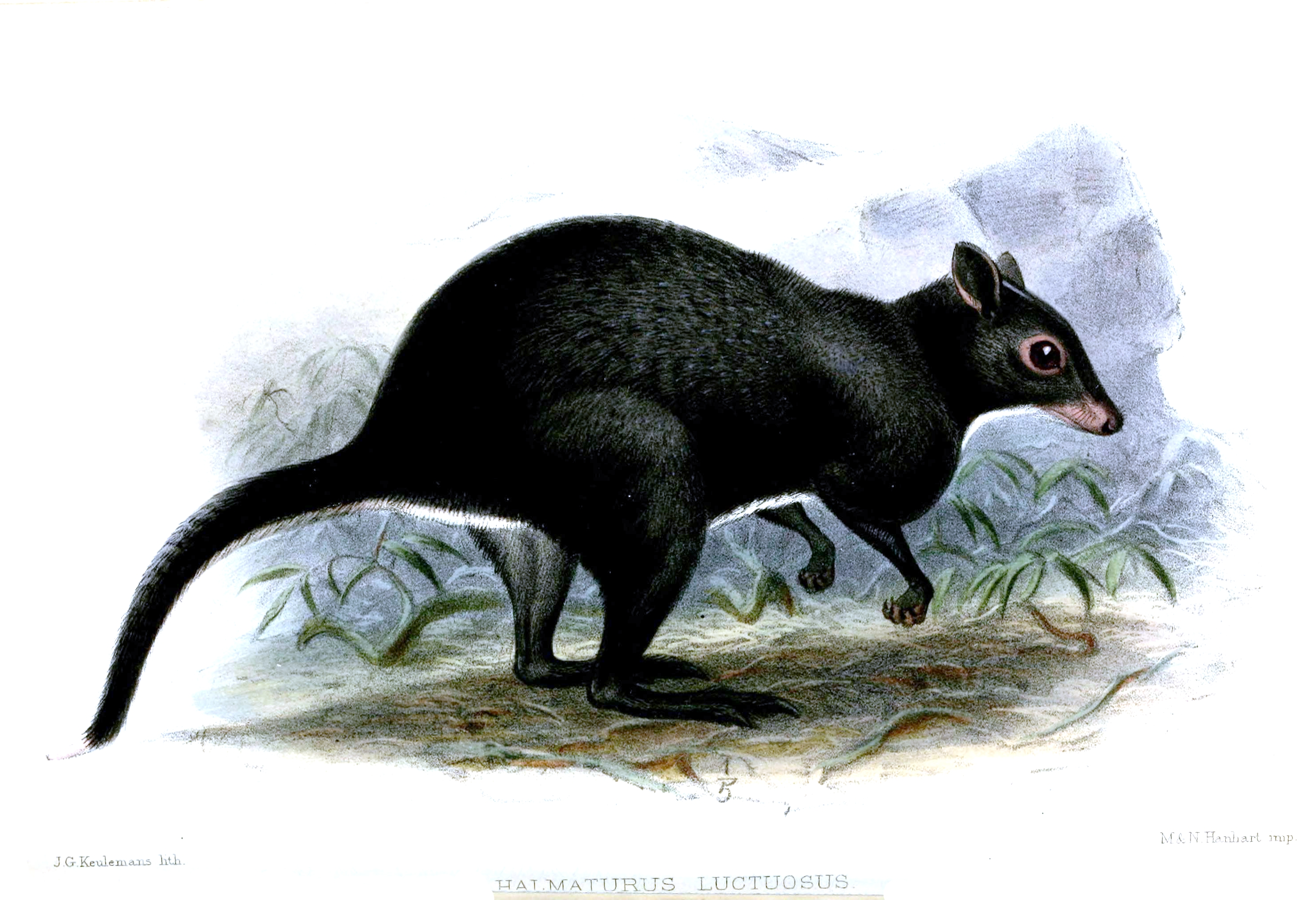
Dorcopsis luctuosa — представник роду доркопсісів

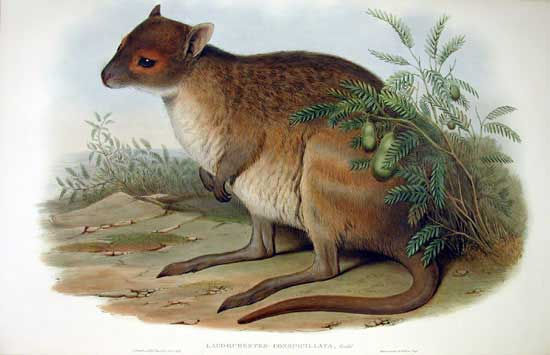
Lagorchestes conspicillatus — представник роду Lagorchestes

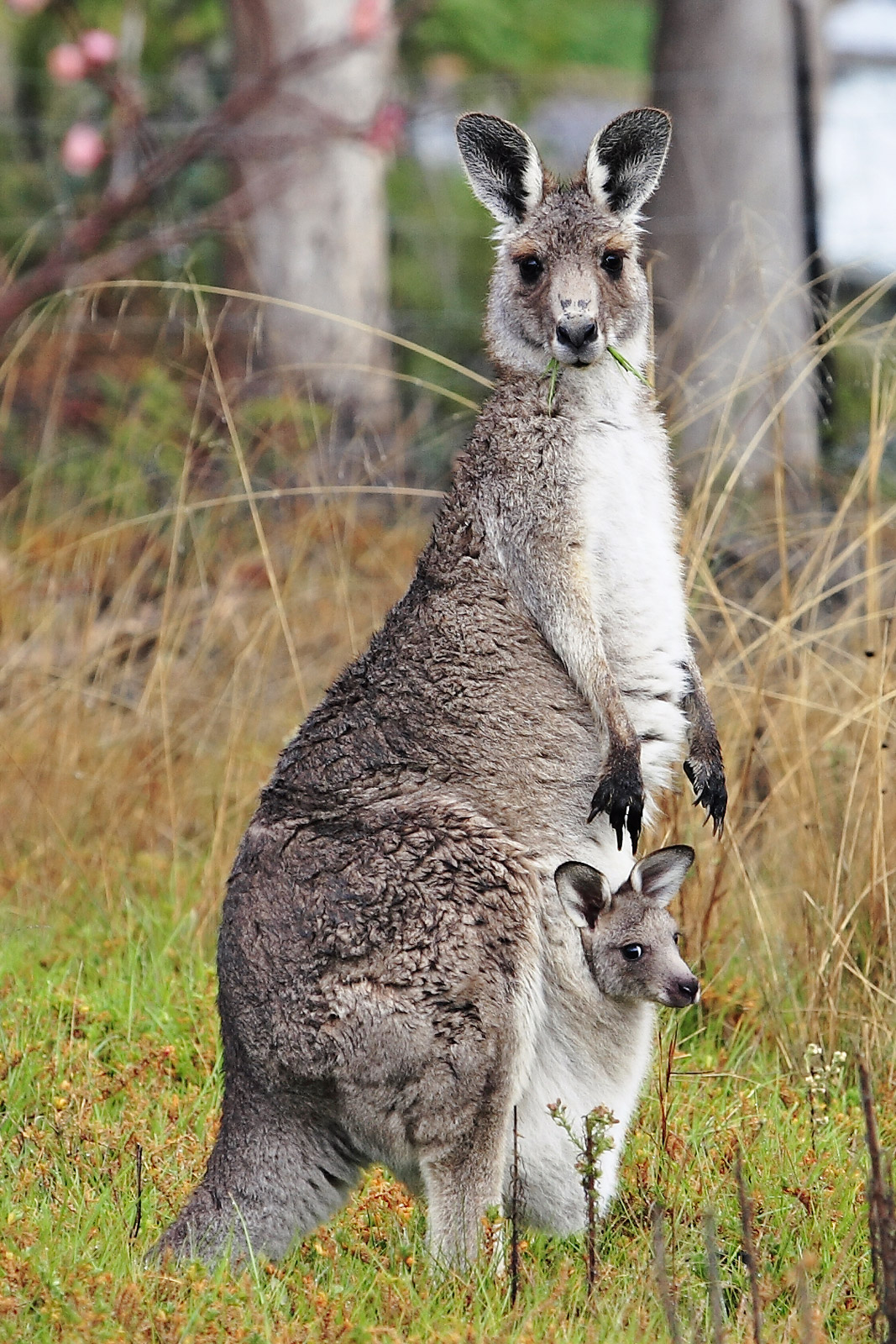
Кенгуру гігантський — представник типового роду родини кенгурових з малям у сумці

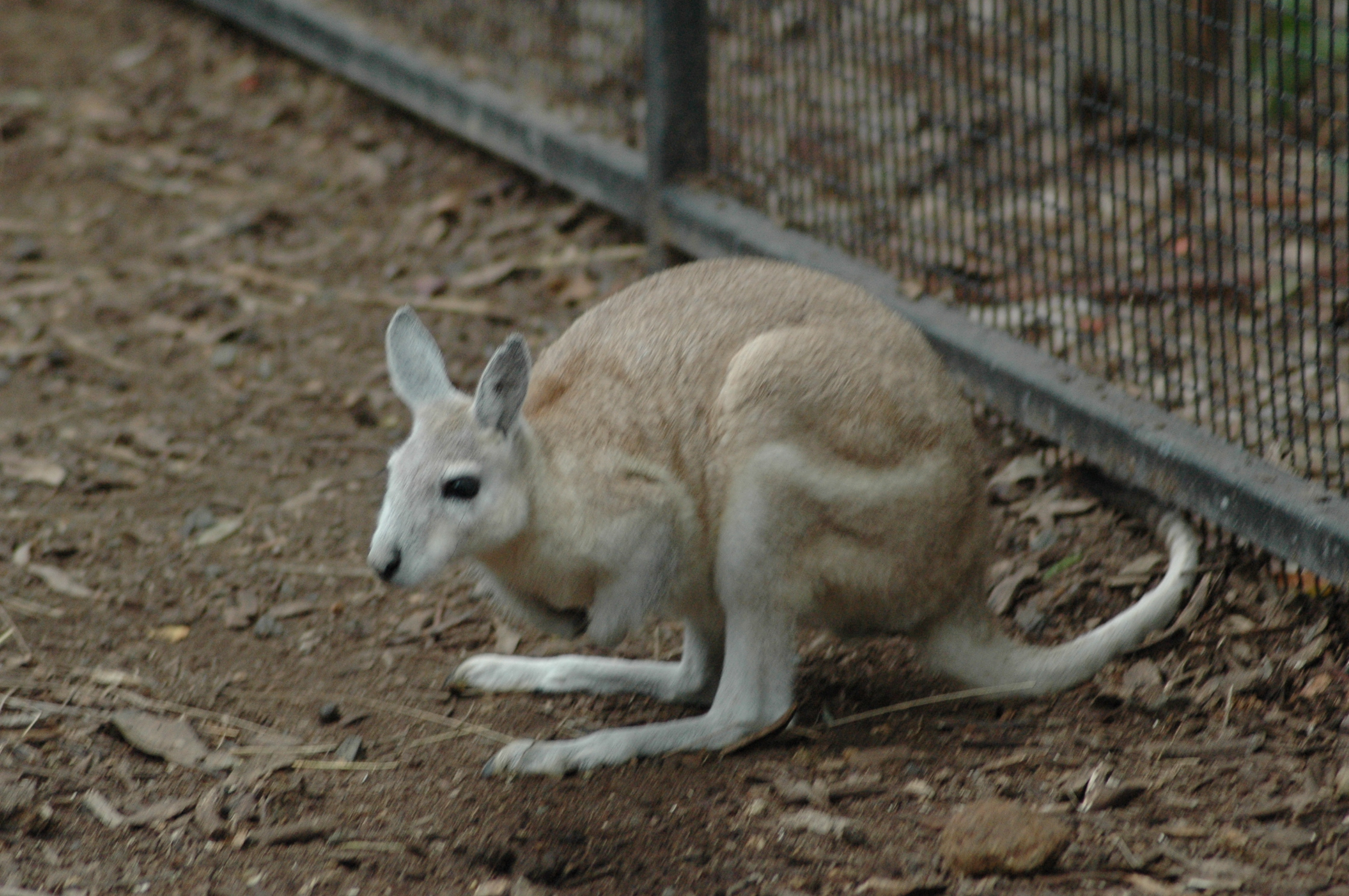
Кігтехвостий валабі, Onychogalea unguifera

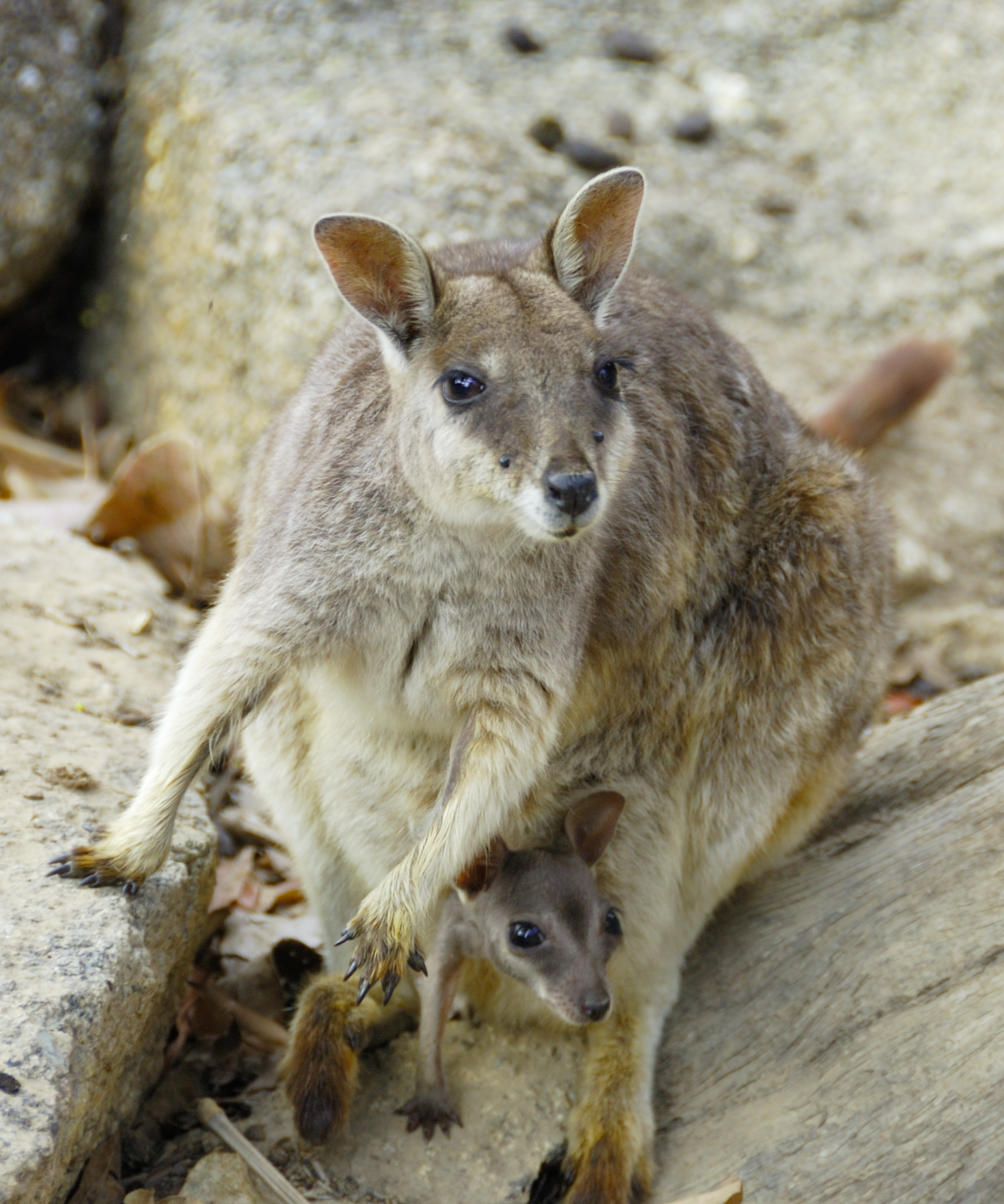
Двійко гірських кенгуру виду Petrogale mareeba

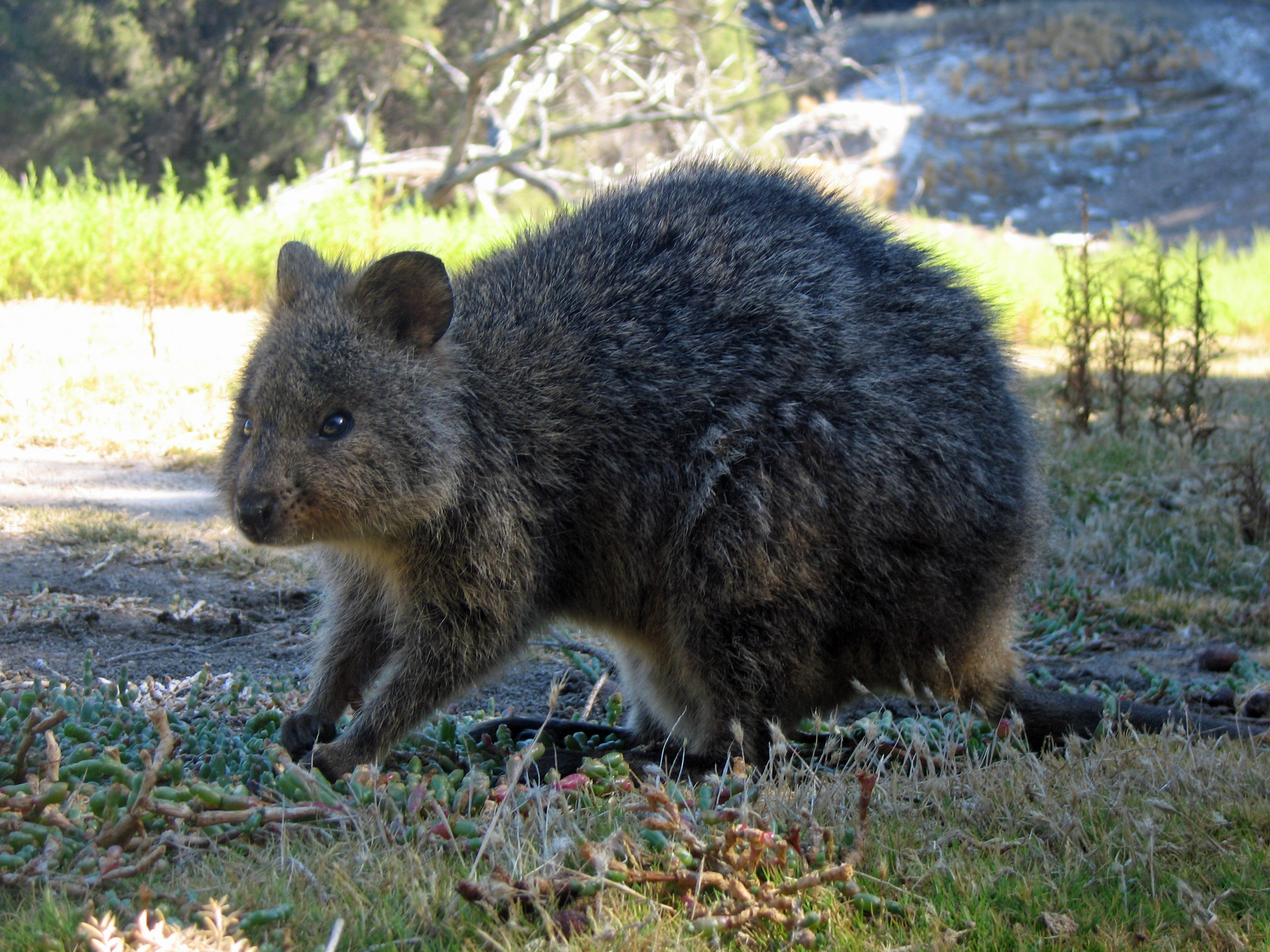
Ця тварина — квока, єдина представниця свого роду

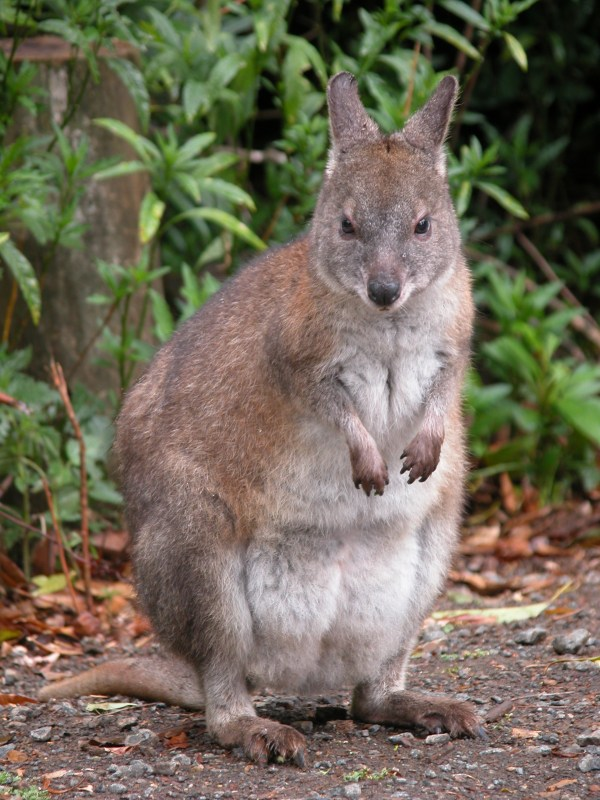
Падемелон червоношиїй — представник роду падемелонів

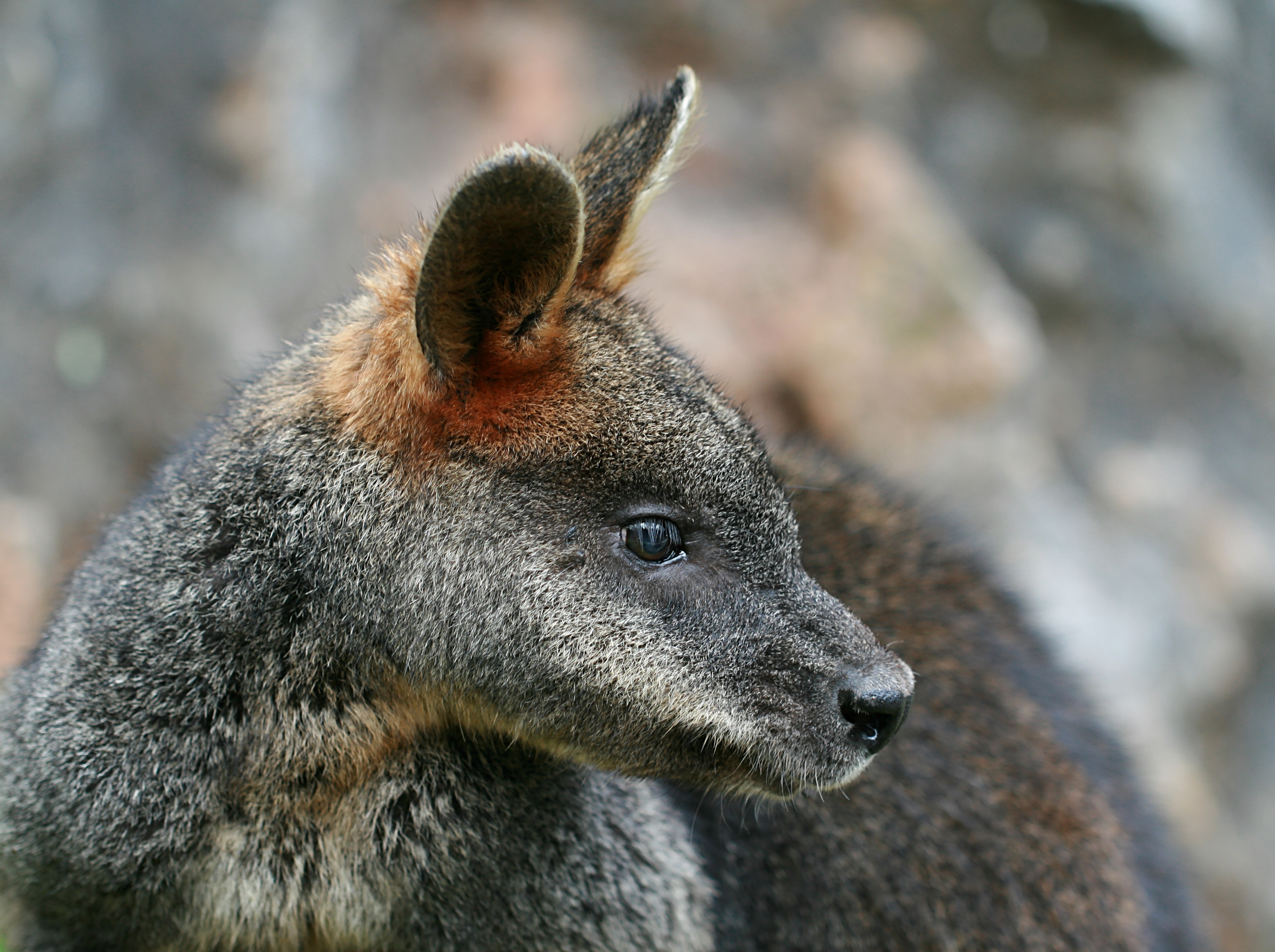
Валабі двоколірний — представник роду валабі

Родину Кенгурових (Macropodidae) як окремий таксон вперше встановив Грей у 1821 році. Надалі систематика родини переглянута Тейтом у 1948 році.

### Типовий рід
Типовий рід родини — Macropus Shaw, 1790, якого донедавна називали «Кенгуру», проте з 2012 року застосування цієї назви обмежили невеликою групою великорозмірних представників цього роду і родини загалом. Цей погляд не є прийнятим у науковій літературі, однак є компромісом для узгодження сфер застосування назви «кенгуру» у різних мовних версіях вікіпедії.
У зоологічному словнику О. П. Маркевича й К. Татарка (1983: с. 183, 396) фіксовано однозначну відповідність назв «Macropus» (лат.) = «кенгуру» (укр.).

### Підродини і їхній кількісний склад
Родина кенгурових налічує 11 сучасних родів, які вміщують 67 видів.
Родину поділяють на дві сучасні підродини: Lagostrophinae та Macropodinae.
Колись «успішна» підродина Sthenurinae, яка ще в плейстоцені налічувала щонайменше 20 видів, у сучасній фауні не відома (всі її представники вимерли). З усіх представників підродини Lagostrophinae до нашого часу дожив лише один вид — смугастий валабі-заєць. Усі інші 61 вид кенгурових, відомих у складі сучасної фауни, представляють 10 родів підродини Macropodinae.
Родина Macropodidae
- - рід †Watutia
  - рід †Dorcopsoides
  - рід †Kurrabi

#### підродина † Sthenurinae[9]
- триба (не названа)
  - рід †Hadronomas (1 вид, вимерлий)
- триба Sthenurini
  - рід †Eosthenurus
  - рід †Metasthenurus (1 вид, вимерлий: †Metasthenurus newtonae)
  - рід †Sthenurus (6 вимерлих видів: S. andersoni, S. atlas, S. murrayi, S. notabilis, S. stirlindi, S. tindalei)
- триба Simosthenurini
  - рід †Archaeosimos (2 вимерлі види: A. cegsai, †A. correlli)
  - рід †Procoptodon (8 вимерлих видів: P. goliah, P. pusio, P. rapha, P. browneorum, P. gilli, P. mccoyi, P. oreas, P. williamsi)
  - рід †Simosthenurus (8 вимерлих видів: S. euryskaphus, S. maddocki, S. occidentalis, S. antiquus, S. baileyi, S. brachyselenis, S. pales, S. tirarensis)

#### підродинаLagostrophinae[10]
- - рід Валабі-заєць (Lagostrophus) (1 вид, сучасний)
  - рід †Protemnodon (10 видів, всі вимерлі: Protemnodon otibandus, Protemnodon buloloensis, Protemnodon hopei. Protemnodon tumbuna, Protemnodon nombe, Protemnodon snewiki, Protemnodon anak, Protemnodon antaeus, Protemnodon goliah, Protemnodon parvus')
  - рід †Troposodon (5 видів, всі вимерлі)

#### підродинаMacropodinae
- - рід †Congruus (1 вид)
  - рід †Fissuridon
  - рід †Prionotemnus (1 вид)
  - рід †Silvaroo
  - рід †Synaptodon (1 вид: Synaptodon aevorum)
  - рід †Bohra (1 вид, вимерлий)
  - рід Деревні кенгуру (Dendrolagus) — 12 видів (всі сучасні)
  - рід †Baringa (1 вид, вимерлий)
  - рід Dorcopsis — 5 видів (всі сучасні)
  - рід Dorcopsulus — 2 види (обидва сучасні)
  - рід Lagorchestes — 4 види (всі сучасні)
  - рід Кенгуру (Macropus) — 25 видів (з них 12 вимерлих)
  - рід Notamacropus
  - рід Кігтехвіст (Onychogalea) — 3 види (1 вимерлий)
  - рід Osphranter
  - рід Petrogale — 16 видів (всі сучасні)
  - рід Квока (Setonix) — 1 вид (сучасний)
  - рід Падемелон (Thylogale) — 9 видів, у тому числі 7 сучасних)
  - рід Валабі (Wallabia)[11] — 3 види, тільки 1 сучасний.

## Поведінка
Загалом поведінка кенгурових як типових травоїдних схожа з поведінкою бикових чи оленевих відповідних розмірів. Зазвичай невеликі спеціалізовані травоїдні тримаються поодинці, а великі неспеціалізовані (генералісти), навпаки, тримаються групами. Хоча в цілому кускусоподібні є мало соціальними тваринами, але деякі великі види кенгурових часом утворюють на зручних пасовиськах стада у півсотні чи навіть більше голів. Хоча в середині таких груп і спостерігається певне соціальне життя, але в цілому вони не мають чіткої організації, ієрархії тощо і є випадковими тимчасовими об'єднаннями.
Кенгурові не утворюють постійних сімейних груп, тож самцям кожного разу доводиться змагатися між собою за право злучитися з самицями. Зазвичай більші шанси мають особини з вищим статусом, який у великих та середніх видів пов'язаний насамперед з розмірами. Наслідком цього є значний статевий диморфізм багатьох видів. Наприклад, у рудих кенгуру самиці рідко бувають важчі за 30 кілограмів, у той час як звичайна вага самців близько 85 кілограмів. Ієрархія самців у кенгурових — річ вкрай непостійна, тож вони регулярно б'ються, аби встановити свій статус щодо один одного. Особливо це характерно для великих видів зі значним статевим диморфізмом. Роль бійок настільки значна, що, як вважають, кращий розвиток передніх кінцівок у самців порівняно із самицями деяких кенгурових пояснюється саме тим, що вони використовують їх в подібних боях.
Великі види кенгурових — денні тварини, але піки їх активності припадають на ранок та вечір. Серед малих видів багато нічних тварин. У темну частину доби вони можуть ховатися від хижаків або ж уберегтися від денної спеки. Дрібні кенгурові переважно солітарні тварини, які уникають ворогів, ховаючись від них, серед більших чимало утворюють стада, бо кількість до певної міри гарантує безпеку, адже хижаку значно важке наблизитися непоміченим до групи тварин, аніж до однієї.

## Живлення
Кенгурові переважно травоїдні, хоча деякі дрібні види всеїдні. У цілому дрібні види більш спеціалізовані і тяжіють до більш калорійної їжі, як-то фрукти, насіння, гриби,безхребетні, у той час як великі види здебільшого універсальні травоїдні, що споживають найрізноманітніші рослини. Збільшений шлунок кенгурових допомагає їм перетравлювати різноманітні низькокалорійні корми, як-от листя чи траву.

## Розмноження
Кенгурові не утворюють постійний пар чи гаремних груп. В кенгуру, валабі та деревних кенгуру вік статевої зрілості прямо корелює з розмірами. У великих видів самиці досягають статевої зрілості на 2–3 році життя, а в деяких малих видів вже на 4–5 місяць після того, як покинуть матір. Зазвичай самці досягають статевої зрілості пізніше за самиць.
У великих видів кенгурових добре виражений статевий диморфізм, часом самці в 2–3 більші за самиць. Розмір самців прямо впливає на їх статус, тож найбільші запліднюють більшість самиць. У невеликих видів кенгурових статевий диморфізм незначний і дорослі особини обох статей мають зіставні розміри.
У всіх кенгурових народжується одне маля (рідше — два). У більшості видів спостерігається явище так званої ембріональної діапаузи, коли розвиток ембріона зупиняється на певній стадії, аж доки попереднє дитинча не звільнить місце у сумці наступному. Завдяки ембріональній діапаузі скорочується, часом до одного дня, проміжок між народженнями. Вона дає змогу гнучкіше реагувати на зміну умов існування чи загибель молодняка. Більшість кенгурових розмножується цілорічно, хоча деякі види мають сезонні періоди розмноження.
Як і в решти сумчастих, у кенгурових дитинчата народжуються дуже маленькими — лише 5–15 міліметрів завдовжки з недорозвиненими задніми кінцівками, хвостом та очима. Однак передні кінцівки у немовлят розвинуті, і саме завдяки їм вони добираються від родових шляхів до сумки, де міцно чіпляються за материнський сосок. Період вигодовування в сумці залежно від виду триває 180—320 днів. Навіть підрісши та покинувши сумку, дитинчата певний час продовжують підгодовуватися материнським молоком. Цей період досить тривалий у великих видів, а в деяких дрібних кенгурових його практично немає.

## Сучасний стан
З 62 сучасних видів кенгурових 4 вже вимерли, один на межі зникнення, 7 видів перебувають під загрозою, 18 уразливі чи близькі до загрозливого стану. У гіршому стані опинилися дрібні види з посушливих регіонів, саме такими були 3 з 4 вимерлих. Головною загрозою для них є скорочення середовища існування, конкуренція з інтродукованими травоїдними, як дикими — кролями чи верблюдами, так і худобою, передовсім вівцями, не меншу загрозу становлять інтродуковані хижаки — коти та лисиці. У вологому кліматі Нової Гвінеї головною загрозою для кенгурових є втрата середовища існування через вирубування лісів на деревину та під поля. Однак великі види за останні сторіччя постраждали від людського впливу значно менше за дрібні, хоча зазвичай буває навпаки. Мало того, такі види, як кенгуру рудий, кенгуру гігантський, західний сірий кенгуру та звичайний валару, з приходом європейців значно розширили свій ареал та збільшили чисельність внаслідок розчищення територій від лісу та кущів у вологих місцевостях та влаштування водопоїв для худоби у посушливих.

## Значення для людини
Кенгурові здавна мали неабияке значення для людей. В Австралії різноманітні види кенгуру зображенні на наскельних малюнках, яким 20 тисяч років. Взагалі після зникнення австралійської мегафауни саме кенгурові стали основним об'єктом полювання тубільців, що вплинуло не лише на їх господарство, але й фольклор. Важливу роль відігравали кенгурові й для перших поселенців: саме полювання на різноманітних дрібних валабі попервах було головним джерелом м'яса. Пізніше, однак, внаслідок розведення худоби значення полювання на кенгурових зменшилося.
Шкіра в кенгурових неміцна, але еластична і в багатьох видів має добре хутро, тож у середині XIX століття помітну роль відігравала торгівля нею.
Не втратили кенгурові економічного значення й досі, оскільки дозволене полювання на багато поширених видів, особливо на найбільші, як руді та гігантські кенгуру, звичайні валару тощо. Зараз щороку впольовують від 2 до 4 мільйонів тварин цих видів. Оскільки полювання добре регулюється, а чисельність популяцій цих тварин дуже велика, то ніякої шкоди цим не завдається. Обсяги полювання настільки значні, що м'ясо кенгуру навіть експортується в інші країни. Взагалі великі види кенгурових настільки поширені, що часто є конкурентами домашньої худоби на пасовищах. Тобто є шкідниками сільського господарства.
Кенгурові є символом Австралії, і їх зображення широко використовується на емблемах, гербах, печатках тощо як приватних компаній, так і окремих громад та громадських організацій.